# José Ufarte
José Armando Ufarte Ventoso (Pontevedra, 1941. május 17. –) spanyol válogatott labdarúgó, edző.
A spanyol válogatott tagjaként részt vett az 1966-os világbajnokságon.

## Sikerei, díjai

### Játékosként
Flamengo
- Torneio Rio-São Paulo (1): 1961
- Carioca bajnok (1): 1963

Atlético Madrid
- Spanyol bajnok (3): 1965–66, 1969–70, 1972–73
- Spanyol kupa (2): 1964–65, 1971–72

### Edzőként
Spanyolország U20
- Ifjúsági-világbajnoki ezüstérmes (1): 2003